# جون تومسون (لاعب كرة سلة)
جون تومسون (بالإنجليزية: Cat Thompson) (و. 1906 – 1990 م) هو لاعب كرة السلة، ومدرب كرة سلة، من الولايات المتحدة، ولد في سانت جورج، يلعب كمدافع مسدد الهدف، توفي في أيداهو فولز، أيداهو، عن عمر يناهز 84 عاماً.